# فيل جويل
فيل جويل (بالإنجليزية: Phil Joel)‏ هو موسيقي نيوزلندي، ولد في 5 يناير 1973 في أوكلاند في نيوزيلندا.

## وصلات خارجية
- الموقع الرسمي
- فيل جويل على موقع ميوزك برينز (الإنجليزية)
- فيل جويل على موقع ديسكوغز (الإنجليزية)